# Jordânia nos Jogos Olímpicos de Verão de 2004
A Jordânia competiu nos Jogos Olímpicos de Verão de 2004, em Atenas, na Grécia.